# Run for Cover (singel)
Run for Cover – trzeci singel Sugababes z ich debiutanckiego studyjnego albumu One Touch. Został wydany w kwietniu 2001 i zadebiutował na #13 miejscu brytyjskiej listy przebojów.

## Lista utworów
1. Run For Cover – 3:47
2. Don't Wanna Wait – 4:42
3. Run For Cover (Zero Gravity Suga & Spice Vocal) – 5:51